# Actinidia stellatopilosa
Actinidia stellatopilosa là một loài thực vật]] thuộc họ Actinidiaceae. Đây là loài đặc hữu của Trung Quốc.